# Langues ijoïdes
Les langues ijoïdes sont une branche de la famille de langues nigéro-congolaises. Elles sont parlées au Nigeria.
Elle regroupe les langues ijo et le langue defaka, mais le lien n'a pas encore été clairement démontré. Les similarités peuvent être dues aux influences des langues ijo sur les langues defaka. Les langues ijoïdes se caractérisent par l'ordre sujet–objet–verbe de leurs phrases qui n'est pas commun dans la famille nigéro-congolaise, cet ordre étant utilisé uniquement par ailleurs par les branches mandée et dogon. Comme ces deux branches, la branche ijoïde ne possède pas la moindre trace d'un système de classes nominales, caractéristique de la famille nigéro-congolaise, et s'est donc probablement séparée assez tôt de cette famille. Le linguiste Gerrit Dimmendaal doute même de son appartenance à la famille nigéro-congolaise et considère les langues ijoïdes comme une famille indépendante,.